# 海瑟·歐羅克
海瑟·米雪兒·歐羅克（英語：Heather Michele O'Rourke，1975年12月27日—1988年2月1日），已故美國童星。海瑟於1975年12月27日出生於加州聖地牙哥，以演出電影《鬼哭神號》系列中卡洛·安·費林一角而成為美國家喻互曉的童星。可惜1988年2月1日便因克羅恩病逝世，得年僅12歲。

## 生平
海瑟在5歲時，與母親在米高梅的食堂用餐時，被名導演史蒂芬·史匹柏發掘。她擊敗了當時與她同齡的茱兒·芭莉摩，獲得了飾演《鬼哭神號》中卡洛·安一角的機會，這次的演出讓海瑟收到了前所未有的關注，當時紐約時報如此評論她：「她睜大的雙眼，金黃的長髪和柔軟的聲音是如此的引人注目，注定會再出現在續集中」，而她也確實接連參與了三部《鬼哭神號》電影的製作，從海瑟口中說出的一句台詞「They're here!」在當時風靡一時，成為美國的流行詞之一。
由於在電影中的成功表現，海瑟也同時受到了電視台的青睞，她隨後也多次參與電視節目與電視電影的拍攝。

### 逝世
1987年後，海瑟的健康狀況開始不佳，她被診斷出患了克隆氏症，但她依旧坚持参加了后来电影的拍摄，在第三集中以可看出她的臉部有些浮腫，顯見當時身體已有狀況。1988年1月31日，海瑟·歐羅克病情已嚴重到無法進食，隔日她的父母趕緊將她送醫，但不幸在14:43因敗血性休克夭折，得年12歲。
海瑟在當年的2月5日被安葬於韋斯特伍德鄉村公墓。

## 外部連結
- 海瑟·歐羅克在互联网电影资料库（IMDb）上的資料（英文）
- 在Find a Grave上的海瑟·歐羅克